# Pristupanje Crne Gore Evropskoj uniji
Pristupanje Crne Gore Evropskoj uniji je proces u kojem Crna Gora nastoji da pristupi Evropskoj uniji kao punopravna članica. Crna Gora je podnela zahtev za članstvo u Evropskoj uniji 15. decembra 2008. godine. 
Savet je, 31. maja 1999. godine, definisao uslove Procesa stabilizacije i pridruživanja (PSP), koji uključuju saradnju sa Međunarodnim krivičnim sudom za bivšu Jugoslaviju i regionalnu saradnju. Ovi uslovi predstavljaju osnovni element PSP-a i uključeni su u Sporazum o stabilizaciji i pridruživanju (SSP) sa Crnom Gorom, koji je stupio na snagu u maju 2010. godine.

## Odnosi između EU i Crne Gore
Crna Gora je proglasila nezavisnost 3. juna 2006. godine, nakon referenduma održanog 21. maja 2006. godine. U junu 2006. godine, EU je odlučila da uspostavi odnose sa Crnom Gorom kao suverenom i nezavisnom državom. Sve države članice EU su priznale nezavisnost Crne Gore. U oktobru 2007. godine, potpisani su Sporazum o stabilizaciji i pridruživanju između Evropskih zajednica i njihovih država članica i Crne Gore i Privremeni sporazum o trgovini i srodnim pitanjima. Privremeni sporazum je stupio na snagu u januaru 2008. godine, a Sporazum o stabilizaciji i pridruživanju u maju 2010. godine nakon što su ga ratifikovale sve potpisnice. Savjet je usvojio Evropsko partnerstvo sa Crnom Gorom 22. januara 2007.
Sporazumom o stabilizaciji i pridruživanju je omogućeno učešće Crne Gore u programima EU. Crna Gora aktivno učestvuje u tri programa EU: u Sedmom okvirnom programu za istraživanje i tehnološki razvoj, u Programu za preduzetništvo i inovacije (EIP) i u programu Kultura. IPA sredstva se koriste za pokrivanje dijela troškova učešća u ova tri programa.

## Uslovi za ulazak Crne Gore u Evropsku uniju (mišljenja Evropske komisije)
Evropski savjet, održan u Kopenhagenu 1993. godine, utvrdio je niz političkih kriterijuma za pristupanje koje mora ispuniti zemlja podnosilac zahtjeva. Zemlja mora postići „stabilnost institucija koje garantuju demokratiju, vladavinu prava, ljudska prava, i poštovanje i zaštitu manjina“. U slučaju zapadnog Balkana, uslovi definisani Procesom stabilizacije i pridruživanja takođe predstavljaju osnovni element politike EU, i biće procijenjeni u ovom izvještaju. Ti uslovi obuhvataju regionalnu saradnju, dobrosusjedske odnose i ispunjavanje međunarodnih obaveza, kao što je saradnja sa Međunarodnim krivičnim sudom za bivšu Jugoslaviju.
Politički kriterijumi utvrđeni u Kopenhagenu su izvedeni iz osnovnih prava na kojima počiva EU, utvrđenih članom 2 Ugovora o Evropskoj uniji. Ovi principi su naglašeni u Povelji Evropske unije o osnovnim pravima. U članu 6, stav 1 Ugovora se navodi da „Unija priznaje prava, slobode i principe utvrđene Poveljom Evropske unije o osnovnim pravima od 7. decembra 2000. godine, prilagođenom u Strazburu 12. decembra 2007. godine, koja će imati istu pravnu vrijednost kao i Ugovori“.

### Demokratija i vladavina prava
Uspostavljanje pravnog i institucionalnog poretka neophodnog u jednoj nezavisnoj zemlji je skoro završeno. U Crnoj Gori je završena ratifikacija međunarodnih instrumenata kojima je pristupila Državna zajednica Srbija i Crna Gora. Politički konsenzus o izgradnji države je sve snažniji. Ustav je uopšteno usklađen sa evropskim standardima.
Izborni standardi u Crnoj Gori su, prema Evropskoj Komisiji, zadovoljavajući. Pitanja biračkog prava i biračkih spiskova treba rješavati na transparentniji način, uzimajući u obzir nekonzistentnost podataka o državljanstvu. Pitanje ograničenja biračkog prava na državljane sa najmanje dvije godine prebivališta u Crnoj Gori takođe treba riješiti, dok mehanizme za procesuiranje pritužbi i istragu navoda o krivičnim radnjama povezanim sa izborima treba ojačati. Mehanizme kontrole finansiranja izbornih kampanja treba unaprijediti.
Od sticanja nezavisnosti 2006. godine, uočena su značajna poboljšanja u funkcionisanju Skupštine. Ukupna privrženost parlamentarnih stranaka poštovanju skupštinskog Poslovnika i vođenju konstruktivnog političkog dijaloga, naročito o evropskim integracijama, ostaje čvrsta osnova za dalji demokratski razvoj.
Crna Gora ima institucionalni sistem Vladinih tijela koji generalno dobro funkcioniše. Trenutni sistem planiranja rada Vlade i međuresorskih konsultacija je dobar. Decentralizacija je u početnoj fazi.
Neophodno je da Crna Gora uloži značajne napore kako bi uspostavila čvrstu i odgovornu državnu upravu, oslobođenu politizacije. Kvalitet zakonskih propisa, odluka i akata koje donosi državna uprava se mora značajno poboljšati. To je neizbježno povezano sa unaprijeđenjem kvaliteta, sposobnosti i stručnosti državnih službenika, uz pomoć zapošljavanja i napredovanja na osnovu zasluga kao i stalne obuke. Takođe je potrebno uložiti značajne dodatne napore na jačanju administrativnih kapaciteta koji će se baviti obavezama koje proističu iz budućeg pristupanja EU.
Administrativni kapaciteti pravosuđa su i dalje slabi. Postoji pozitivna tendencija unaprijeđenja efikasnosti. Ipak, većina reformi je u početnoj fazi. nedostatak kvalitetne infrastrukture i opreme, kao i sudnica, i dalje ugrožava efikasnost pravosuđa. Reorganizacija mreže sudova u kontekstu reforme krivičnog i prekršajnog pravosuđa zahtijeva bolju pravosudnu statistiku. Pravosuđe ipak mora pokazati svoju nezavisnost, odgovornost i efikasnost, naročito u postizanju povjerljivih rezultata, uključujući i pravosnažne presude u predmetima korupcije i organizovanog kriminala na svim nivoima.
Crna Gora je napredovala u naporima da uspostavi strateški, zakonodavni i institucionalni okvir za borbu protiv korupcije. Međutim, strateški okvir se i dalje ne zasniva na analizi rizika, što ima negativne posljedice po njegovu djelotvornost. Ključni zakonski propisi se moraju izmijeniti i dopuniti kako bi se proširilo područje njihove primjene i poboljšalo sprovođenje. Institucionalni okvir za borbu protiv korupcije treba učiniti djelotvornijim i ojačati, kako bi se pažljivo pratile i rigorozno sprovodile obaveze državnih organa.
Postojeći okvir garantuje osnovne principe kojima se osigurava civilna kontrola snaga bezbjednosti. Uloga Skupštine je osnažena. Ipak, postoji prostor za dalje jačanje kontrole bezbjednosnih i odbrambenih struktura, naročito usvajanjem posebnog zakona o parlamentarnoj kontroli sektora odbrane i bezbjednosnih snaga, kao i poboljšanjem kapaciteta odbora.

## Napredak u pregovorima
| Pravna tekovina Evropske unije                                  | Procena EK na početku        | Posmatranje započeto | Posmatranje završeno | Poglavlje otvoreno | Poglavlje zatvoreno |  |
| --------------------------------------------------------------- | ---------------------------- | -------------------- | -------------------- | ------------------ | ------------------- |  |
| 1. Slobodno kretanje roba                                       | Potreban je značajan napor   | 17.01.2013.          | 06.03.2013.          | 20.06.2017.        | –                   |  |
| 2. Slobodno kretanje radnika                                    | Potrebno je više napora      | 07.06.2013.          | 07.06.2013.          | 11.12.2017.        | –                   |  |
| 3. Pravo poslovnog nastanjivanja i sloboda pružanja usluga      | Potrebno je više napora      | 23.10.2012.          | 30.11.2012.          | 11.12.2017.        | –                   |  |
| 4. Slobodno kretanje kapitala                                   | Potrebno je više napora      | 18.01.2013.          | 21.02.2013.          | 24.06.2014.        | –                   |  |
| 5. Javne nabavke                                                | Potrebno je više napora      | 20.09.2012.          | 19.11.2012.          | 18.12.2013.        | 27.06.2025          |  |
| 6. Pravo privrednih društava                                    | Potrebno je više napora      | 02.10.2012.          | 22.11.2012.          | 18.12.2013.        | –                   |  |
| 7. Pravo intelektualne svojine                                  | Potreban je značajan napor   | 11.10.2012           | 21.11.2012.          | 31.03.2014.        | 16.12.2024.         |  |
| 8. Politika konkurencije                                        | Potrebno je više napora      | 05.10.2012.          | 04.12.2012.          | 30.06.2020.        | –                   |  |
| 9. Finansijske usluge                                           | Potrebno je više napora      | 17.04.2013.          | 11.06.2013.          | 22.06.2015         | –                   |  |
| 10. Informaciono društvo i mediji                               | Potrebno je više napora      | 21.01.2013.          | 22.01.2013.          | 31.03.2014.        | 16.12.2024.         |  |
| 11. Poljoprivreda i ruralni razvoj                              | Potreban je značajan napor   | 06.11.2012.          | 13.12.2012.          | 13.12.2012.        | –                   |  |
| 12. Bezbednost hrane, veterinarska i fitosanitarna politika     | Potreban je značajan napor   | 16.10.2012.          | 01.02.2013.          | 30.06.2016.        | –                   |  |
| 13. Ribarstvo                                                   | Potreban je značajan napor   | 04.03.2013.          | 06.06.2013.          | 30.06.2016.        | –                   |  |
| 14. Transportna politika                                        | Potrebno je više napora      | 17.04.2013.          | 30.05.2013.          | 21.12.2015.        | –                   |  |
| 15. Energetika                                                  | Potrebno je više napora      | 27.02.2013.          | 11.04.2013.          | 21.12.2015.        | -                   |  |
| 16. Oporezivanje                                                | Ne očekuju se velike teškoće | 08.04.2013.          | 30.04.2013.          | 30.03.2015.        | –                   |  |
| 17. Ekonomska i monetarna politika                              | Potrebno je više napora      | 25.02.2013.          | 25.02.2013.          | 25.06.2018.        | –                   |  |
| 18. Statistika                                                  | Potreban je značajan napor   | 03.06.2013.          | 25.06.2013.          | 16.12.2014.        | –                   |  |
| 19. Socijalna politika i zapošljavanje                          | Potreban je značajan napor   | 23.01.2013.          | 13.03.2013.          | 13.12.2016.        | –                   |  |
| 20. Preduzetnička i industrijska politika                       | Ne očekuju se velike teškoće | 25.10.2012.          | 28.11.2012.          | 18.12.2013.        | 16.12.2024.         |  |
| 21. Transevropske mreže                                         | Potrebno je više napora      | 22.04.2013.          | 30.05.2013.          | 22.06.2015.        | –                   |  |
| 22. Regionalna politika i koordinacija strukturnih instrumenata | Potreban je značajan napor   | 14.11.2012.          | 18.12.2012.          | 20.06.2017.        | –                   |  |
| 23. Pravosuđe i osnovna prava                                   | Potreban je značajan napor   | 26.03.2012.          | 31.05.2012.          | 18.12.2013.        | –                   |  |
| 24. Pravda, sloboda i bezbednost                                | Potreban je značajan napor   | 28.03.2012.          | 25.05.2012.          | 18.12.2013.        | –                   |  |
| 25. Nauka i istraživanje                                        | Ne očekuju se velike teškoće | 25.09.2012.          | 25.09.2012.          | 18.12.2012.        | 18.12.2012.         |  |
| 26. Obrazovanje i kultura                                       | Ne očekuju se velike teškoće | 26.09.2012           | 16.11.2012.          | 15.04.2013.        | 15.04.2013.         |  |
| 27. Životna sredina i klimatske promene                         | Potrebno je više napora      | 04.02.2013.          | 22.03.2013.          | 10.12.2018.        | –                   |  |
| 28. Zaštita potrošača i zaštita zdravlja                        | Potrebno je više napora      | 19.02.2013.          | 16.04.2013.          | 16.12.2014.        | –                   |  |
| 29. Carinska unija                                              | Ne očekuju se velike teškoće | 24.05.2013.          | 21.06.2013.          | 16.12.2014.        | –                   |  |
| 30. Ekonomski odnosi sa inostranstvom                           | Ne očekuju se velike teškoće | 14.05.2013.          | 12.06.2013.          | 30.03.2015.        | 20.06.2017.         |  |
| 31. Spoljna, bezbednosna i odbrambena politika                  | Ne očekuju se velike teškoće | 17.05.2013.          | 27.06.2013.          | 24.06.2014.        | –                   |  |
| 32. Finansijska kontrola                                        | Potreban je značajan napor   | 16.05.2013.          | 19.06.2013.          | 24.06.2014.        | –                   |  |
| 33. Finansijske i budžetske odredbe                             | Ne očekuju se velike teškoće | 15.05.2013.          | 27.06.2013           | 16.12.2014.        | –                   |  |
| 34. Institucije                                                 | Ništa za usvajanje           | –                    | –                    | –                  | –                   |  |
| 35. Ostala pitanja                                              | Ništa za usvajanje           | –                    | –                    | –                  | –                   |  |
| Napredak                                                        |                              | 33 od 33             | 33 od 33             | 33 od 33           | 7 od 33             |  |

## Značajni datumi
| Datum              | Događaj                                                                         |
| ------------------ | ------------------------------------------------------------------------------- |
| 15. oktobar 2007.  | Crna Gora potpisala sporazum o stabilizaciji i pridruživanju.                   |
| 15. decembar 2008. | Podnijela formalni zahtjev za članstvo.                                         |
| 22. jul 2009.      | EU komisija predala Crnoj Gori Upitnik EU o pristupanju u članstvo.             |
| 9. decembar 2009.  | Crna Gora podnosi odgovore na Upitnik EU Komisiji.                              |
| 12. april 2010.    | Crna Gora predala odgovore na dodatna pitanja iz Upitnika EU.                   |
| 9. novembar 2010.  | Evropska komisija odgovara na Upitnik s pozitivnim mišljenjem (Avis).           |
| 17. decembar 2010. | Crna Gora dobija službeni status kandidata.                                     |
| 12. oktobar 2011.  | Komisija predlaže početak pregovora.                                            |
| 2. februar 2012.   | Crna Gora usvojila pregovarački okvir za pristupanje u EU.                      |
| 26. mart 2012.     | Skrining počeo.                                                                 |
| 29. mart 2012.     | EU usvojila pregovarački okvir za pristupanje Crne Gore u članstvo.             |
| 26. jun 2012.      | Evropski savjet postavlja ciljni datum 29. jun za početak pristupnih pregovora. |
| 29. jun 2012.      | Pristupni pregovori započeti sa procesom skrininga.                             |
| 18. decembar 2012. | Crna Gora otvorila i zatvorila 25.poglavlje nauka i istraživanje.               |
| 15. april 2013.    | Crna Gora otvorila i zatvorila 26.poglavlje obrazovanje i kultura.              |
| 27. jun 2013.      | Crna Gora završila skrining.                                                    |
| 18. decembar 2013. | Crna Gora otvorila poglavlja 5, 6, 20, 23 i 24.                                 |
| 31. mart 2014.     | Crna Gora otvorila poglavlja 7, 10.                                             |
| 24. jun 2014.      | Crna Gora otvorila poglavlja 4, 31 i 32.                                        |
| 16. decembar 2014. | Crna Gora otvorila poglavlja 18, 28, 29 i 33.                                   |
| 30. mart 2015.     | Crna Gora otvorila poglavlja 16 i 30.                                           |
| 22. jun 2015.      | Crna Gora otvorila poglavlja 9 i 21.                                            |
| 21. decembar 2015. | Crna Gora otvorila poglavlja 14 i 15.                                           |
| 30. jun 2016.      | Crna Gora otvorila poglavlja 12 i 13.                                           |
| 13. decembar 2016. | Crna Gora otvorila poglavlja 11 i 19.                                           |
| 20. jun 2017.      | Crna Gora otvorila poglavlja 1 i 22 i zatvorila poglavlje 30.                   |
| 11. decembar 2017. | Crna Gora otvorila poglavlja 2 i 3.                                             |
| 25. jun 2018.      | Crna Gora otvorila poglavlje 17.                                                |
| 10. decembar 2018. | Crna Gora otvorila poglavlje 27.                                                |
| 30. jun 2020.      | Crna Gora otvorila poglavlje 8.                                                 |